# 镇江五柳堂
五柳堂为位于中国江苏省镇江市京口区演军巷16号的一座明清民居建筑群。

## 历史
主人陶氏系五柳先生陶潜后人，乾隆年间由江西浔阳迁居镇江，以络丝起家，至陶蓬先一代时发展成为当地丝绸业巨擘，题此堂名以示对先人的尊崇。原有房屋七进及藏书楼一座，因20世纪90年代初周边进行房地产开发，现存房屋三进及藏书楼，西侧的三进房屋依次为建于明代的楠木厅和建于清代前期的斜厅与阁楼厅，均为面阔三间的硬山式建筑。东侧的两层藏书楼名为游经楼（语出陶潜诗“游好在六经”），建于民国，为主人藏书写作之处。